# أوليفييه كوستا دي بوروجارد
أوليفييه كوستا دي بوروجارد (بالفرنسية: Olivier Costa de Beauregard)‏ هو فيزيائي فرنسي، ولد في 6 نوفمبر 1911 في باريس في فرنسا، وتوفي في 5 فبراير 2007 في بواتييه في فرنسا.

## وصلات خارجية
- أوليفييه كوستا دي بوروجارد على موقع الموسوعة البريطانية (الإنجليزية)